# Бук-одинак (Вовківці)
Бук-Одинак — ботанічна пам'ятка природи місцевого значення в Україні. Зростає поблизу села Вовківці Чортківського району Тернопільської області, у кварталі 50, виділі 2 Борщівського лісництва Чортківського держлісгоспу, в межах лісового урочища «Дача Романського». 
Площа — 0,02 га. Оголошено об'єктом природно-заповідного фонду рішенням виконкому Тернопільської обласної ради від 13 грудня 1971 року № 645. Перебуває у віданні державного лісогосподарського об'єднання «Тернопільліс». 
Під охороною — бук лісовий віком 160 років та діаметром 84 см, що має науково-пізнавальну й естетичну цінність.